# Perakam
Perakam è una suddivisione dell'India, classificata come census town, di 10.356 abitanti, situata nel distretto di Thrissur, nello stato federato del Kerala. In base al numero di abitanti la città rientra nella classe IV (da 10.000 a 19.999 persone).

## Geografia fisica
La città è situata a 10° 36' 28 N e 75° 59' 03 E.

## Società

### Evoluzione demografica
Al censimento del 2001 la popolazione di Perakam assommava a 10.356 persone, delle quali 4.895 maschi e 5.461 femmine. I bambini di età inferiore o uguale ai sei anni assommavano a 1.150, dei quali 610 maschi e 540 femmine. Infine, coloro che erano in grado di saper almeno leggere e scrivere erano 8.725, dei quali 4.162 maschi e 4.563 femmine.